# UFO 1
UFO 1 è il primo album in studio del gruppo musicale britannico UFO, pubblicato nel 1971.
In questo primo album della band, le sonorità sono più morbide rispetto agli album successivi nonché un esempio di album space rock assieme al disco successivo.

## Tracce
1. Unidentified Flying Object (UFO) – 2:17
2. Boogie (UFO) – 4:16
3. C'mon Everybody (Cochran/Capehart) – 3:12
4. Shake It About (UFO) – 3:47
5. (Come Away) Melinda (Hellerman/Minkoff) – 5:04
6. Timothy (UFO) – 3:28
7. Follow You Home (Pete Way) – 2:13
8. Treacle People (Mick Bolton) – 3:23
9. Who Do You Love (McDaniel) – 7:49
10. Evil (Pete Way) – 3:27

## Formazione
- Phil Mogg - voce
- Mick Bolton - chitarra
- Pete Way - basso
- Andy Parker - batteria